# بانک توسعه ژاپن
بانک توسعه ژاپن (انگلیسی: Development Bank of Japan) شرکت خدمات مالی و بانکداری ژاپنی است، که در سال ۱۹۵۱ تأسیس شد.